# Tatiana Grigorieva
Tatiana Vladimirovna Grigorieva (ryska: Татьяна Владимировна Григорьева): Tatiana Vladimirovna Grigorjevna, född den 8 oktober 1975 i Leningrad, Ryska SSR, är en före detta rysk-australisk friidrottare som tävlade i stavhopp. 
Grigorieva tillhörde de tidiga pionjärerna inom det kvinnliga stavhoppet. Hon var i final vid inomhus-VM 1999 där hon slutade nia efter ett hopp på 4,20. Vid VM 1999 blev hon bronsmedaljör efter att klarat 4,45.
Vid det första olympiska spelet där kvinnligt stavhopp fanns med, vid Olympiska sommarspelen 2000 slutade hon tvåa bakom Stacy Dragila efter att ha klarat 4,55. Samma höjd klarade hon vid VM 2001 men då räckte det bara till en fjärde plats.
Hon vann även guld vid Samväldesspelen 2002 och silver vid spelen 2006.

## Personligt rekord
- Stavhopp - 4,58